# BBC 21세기 가장 위대한 영화
BBC 21세기 가장 위대한 영화는 영국의 방송사 BBC가 177명의 영화 평론가를 상대로 설문 조사를 해 만든 목록이다. 이 목록은 2000년 이후 영화 중 가장 뛰어난 영화 10편을 선정하라고 해 만들어졌다.

## 목록
| 순위 | 제목                                  | 감독                             | 국가                                          | 연도 |
| ---- | ------------------------------------- | -------------------------------- | --------------------------------------------- | ---- |
| 1    | 멀홀랜드 드라이브                     | 데이비드 린치                    | 미국                                          | 2001 |
| 2    | 화양연화                              | 왕가위                           | 홍콩                                          | 2000 |
| 3    | 데어 윌 비 블러드                     | 폴 토머스 앤더슨                 | 미국                                          | 2007 |
| 4    | 센과 치히로의 행방불명                | 미야자키 하야오                  | 일본                                          | 2001 |
| 5    | 보이후드                              | 리처드 링클레이터                | 미국                                          | 2014 |
| 6    | 이터널 선샤인                         | 미셸 공드리                      | 미국                                          | 2004 |
| 7    | 트리 오브 라이프                      | 테런스 맬릭                      | 미국                                          | 2011 |
| 8    | 하나 그리고 둘                        | 에드워드 양                      | 대만, 일본                                    | 2000 |
| 9    | 씨민과 나데르의 별거                  | 아시가르 파르하디                | 이란                                          | 2011 |
| 10   | 노인을 위한 나라는 없다               | 코언 형제                        | 미국                                          | 2007 |
| 11   | 인사이드 르윈                         | 코언 형제                        | 미국, 프랑스                                  | 2013 |
| 12   | 조디악                                | 데이비드 핀처                    | 미국                                          | 2007 |
| 13   | 칠드런 오브 맨                        | 알폰소 쿠아론                    | 영국, 미국                                    | 2006 |
| 14   | 액트 오브 킬링                        | 조슈아 오펜하이머                | 노르웨이, 덴마크, 미국                        | 2006 |
| 15   | 4개월, 3주... 그리고 2일              | 크리스티안 문지우                | 루마니아                                      | 2007 |
| 16   | 홀리 모터스                           | 레오스 카락스                    | 프랑스, 독일                                  | 2012 |
| 17   | 판의 미로                             | 기예르모 델 토로                 | 스페인, 멕시코                                | 2006 |
| 18   | 하얀 리본                             | 미하엘 하네케                    | 독일                                          | 2009 |
| 19   | 매드 맥스: 분노의 도로                | 조지 밀러                        | 오스트레일리아                                | 2015 |
| 20   | 시네도키, 뉴욕                        | 찰리 코프먼                      | 미국                                          | 2008 |
| 21   | 그랜드 부다페스트 호텔                | 웨스 앤더슨                      | 미국                                          | 2014 |
| 22   | 사랑도 통역이 되나요?                 | 소피아 코폴라                    | 미국                                          | 2003 |
| 23   | 히든                                  | 미하엘 하네케                    | 프랑스, 오스트리아, 독일, 이탈리아            | 2005 |
| 24   | 마스터                                | 폴 토머스 앤더슨                 | 미국                                          | 2012 |
| 25   | 메멘토                                | 크리스토퍼 놀런                  | 미국                                          | 2001 |
| 26   | 25시                                  | 스파이크 리                      | 미국                                          | 2002 |
| 27   | 소셜 네트워크                         | 데이비드 핀처                    | 미국                                          | 2010 |
| 28   | 그녀에게                              | 페드로 알모도바르                | 스페인                                        | 2002 |
| 29   | 월-E                                  | 앤드루 스탠턴                    | 미국                                          | 2008 |
| 30   | 올드보이                              | 박찬욱                           | 대한민국                                      | 2003 |
| 31   | 마가렛                                | 케네스 로너건                    | 미국                                          | 2011 |
| 32   | 타인의 삶                             | 플로리안 헨켈 폰 도너스마르크    | 독일                                          | 2006 |
| 33   | 다크 나이트                           | 크리스토퍼 놀런                  | 미국                                          | 2008 |
| 34   | 사울의 아들                           | 네메시 옐레시 라슬로             | 헝가리                                        | 2015 |
| 35   | 와호장룡                              | 리안                             | 미국                                          | 2005 |
| 36   | 팀북투                                | 압데라만 시사코                  | 모리타니, 프랑스                              | 2014 |
| 37   | 엉클 분미                             | 아피찻퐁 위라세타쿤              | 태국                                          | 2010 |
| 38   | 시티 오브 갓                          | 페르난두 메이렐리스, 카치아 룬드 | 브라질                                        | 2002 |
| 39   | 뉴 월드                               | 테런스 맬릭                      | 미국                                          | 2005 |
| 40   | 브로크백 마운틴                       | 리안                             | 미국                                          | 2005 |
| 41   | 인사이드 아웃                         | 피트 닥터                        | 미국                                          | 2015 |
| 42   | 아무르                                | 미하엘 하네케                    | 프랑스, 오스트리아, 독일                      | 2012 |
| 43   | 멜랑콜리아                            | 라르스 폰 트리어                 | 덴마크, 스웨덴, 프랑스, 독일                  | 2011 |
| 44   | 노예 12년                             | 스티브 매퀸                      | 미국, 영국                                    | 2013 |
| 45   | 가장 따뜻한 색, 블루                  | 압둘라티프 케시시                | 프랑스, 벨기에, 스페인                        | 2013 |
| 46   | 사랑을 카피하다                       | 아바스 키아로스타미              | 이란                                          | 2010 |
| 47   | 리바이어던                            | 아바스 키아로스타미              | 러시아                                        | 2014 |
| 48   | 브루클린                              | 존 크롤리                        | 영국, 캐나다, 아일랜드                        | 2015 |
| 49   | 언어와의 작별                         | 장 뤽 고다르                     | 프랑스, 스위스                                | 2014 |
| 50   | 자객 섭은낭                           | 허우샤오셴                       | 대만, 중국, 홍콩                              | 2015 |
| 51   | 인셉션                                | 크리스토퍼 놀런                  | 미국, 영국                                    | 2010 |
| 52   | 열대병                                | 아피찻퐁 위라세타쿤              | 태국                                          | 2004 |
| 53   | 물랑 루즈                             | 배즈 루어먼                      | 오스트레일리아                                | 2001 |
| 54   | 원스 어폰 어 타임 인 아나톨리아       | 누리 빌게 제일란                 | 터키                                          | 2011 |
| 55   | 이다                                  | 파베우 파블리코프스키            | 폴란드, 덴마크, 프랑스, 영국                  | 2013 |
| 56   | 베크마이스터 하모니즈                 | 터르 벨러, 아그네시 흐러니츠키   | 헝가리                                        | 2000 |
| 57   | 제로 다크 서티                        | 캐서린 비글로우                  | 미국                                          | 2012 |
| 58   | 물라데                                | 우스만 셈벤                      | 세네갈, 프랑스, 부르키나 파소, 모로코, 튀니지 | 2004 |
| 59   | 폭력의 역사                           | 데이비드 크로넌버그              | 미국                                          | 2005 |
| 60   | 징후와 세기                           | 아피찻퐁 위라세타쿤              | 태국                                          | 2006 |
| 61   | 언더 더 스킨                          | 조너선 글레이저                  | 미국, 영국, 스위스                            | 2013 |
| 62   | 바스터즈: 거친 녀석들                 | 쿠엔틴 타란티노                  | 미국, 독일                                    | 2009 |
| 63   | 토리노의 말                           | 터르 벨러, 아그네시 흐러니츠키   | 헝가리                                        | 2011 |
| 64   | 더 그레이트 뷰티                      | 파올로 소렌티노                  | 이탈리아, 프랑스                              | 2013 |
| 65   | 피쉬 탱크                             | 앤드리아 아널드                  | 영국                                          | 2009 |
| 66   | 봄 여름 가을 겨울 그리고 봄           | 김기덕                           | 대한민국, 독일                                | 2003 |
| 67   | 허트 로커                             | 캐서린 비글로우                  | 미국                                          | 2008 |
| 68   | 로얄 테넌바움                         | 웨스 앤더슨                      | 미국                                          | 2001 |
| 69   | 캐롤                                  | 토드 헤인스                      | 미국, 영국                                    | 2015 |
| 70   | 우리가 들려줄 이야기                  | 세라 폴리                        | 캐나다                                        | 2012 |
| 71   | 타부                                  | 미겔 고메스                      | 포르투갈, 독일, 프랑스, 브라질                | 2012 |
| 72   | 오직 사랑하는 이들만이 살아남는다     | 짐 자무시                        | 영국, 독일                                    | 2013 |
| 73   | 비포 선셋                             | 리처드 링클레이터                | 미국                                          | 2004 |
| 74   | 스프링 브레이커스                     | 하모니 코린                      | 미국                                          | 2012 |
| 75   | 인히어런트 바이스                     | 폴 토머스 앤더슨                 | 미국                                          | 2014 |
| 76   | 도그빌                                | 라르스 폰 트리어                 | 덴마크, 영국, 스웨덴, 프랑스                  | 2003 |
| 77   | 잠수종과 나비                         | 줄리언 슈나벨                    | 프랑스, 미국                                  | 2007 |
| 78   | 더 울프 오브 월 스트리트              | 마틴 스코세이지                  | 미국                                          | 2013 |
| 79   | 올모스트 페이머스                     | 카메론 크로우                    | 미국                                          | 2000 |
| 80   | 리턴                                  | 안드레이 즈뱌긴체프              | 러시아                                        | 2003 |
| 81   | 셰임                                  | 스티브 매퀸                      | 영국                                          | 2011 |
| 82   | 시리어스 맨                           | 코언 형제                        | 미국                                          | 2009 |
| 83   | A.I.                                  | 스티븐 스필버그                  | 미국                                          | 2001 |
| 84   | 그녀                                  | 스파이크 존즈                    | 미국                                          | 2013 |
| 85   | 예언자                                | 자크 오디아르                    | 프랑스, 이탈리아                              | 2009 |
| 86   | 파 프롬 헤븐                          | 토드 헤인스                      | 미국                                          | 2002 |
| 87   | 아멜리에                              | 장피에르 죄네                    | 프랑스                                        | 2001 |
| 88   | 스포트라이트                          | 톰 매카시                        | 미국                                          | 2015 |
| 89   | 얼굴없는 여자                         | 루크레시아 마르텔                | 아르헨티나                                    | 2008 |
| 90   | 피아니스트                            | 로만 폴란스키                    | 프랑스, 독일, 폴란드, 영국                    | 2002 |
| 91   | 엘 시크레토: 비밀의 눈동자            | 후안 호세 캄파넬라               | 아르헨티나                                    | 2009 |
| 92   | 비겁한 로버트 포드의 제시 제임스 암살 | 앤드루 도미닉                    | 미국                                          | 2007 |
| 93   | 라따뚜이                              | 브래드 버드                      | 미국                                          | 2007 |
| 94   | 렛 미 인                              | 토마스 알프레드손                | 스웨덴                                        | 2008 |
| 95   | 문라이즈 킹덤                         | 웨스 앤더슨                      | 미국                                          | 2012 |
| 96   | 니모를 찾아서                         | 앤드루 스탠턴                    | 미국                                          | 2003 |
| 97   | 백인의 것                             | 클레르 드니                      | 프랑스                                        | 2009 |
| 98   | 텐                                    | 아바스 키아로스타미              | 이란                                          | 2002 |
| 99   | 이삭 줍는 사람들과 나                 | 아녜스 바르다                    | 프랑스                                        | 2000 |
| 100  | 카를로스                              | 올리비에 아사야스                | 프랑스, 독일                                  | 2010 |
| 100  | 레퀴엠                                | 대런 애러노프스키                | 미국                                          | 2000 |
| 100  | 토니 에르트만                         | 마렌 아데                        | 독일, 오스트리아                              | 2016 |